# Tim Palmer (photographe)
Pour les articles homonymes, voir Palmer (patronyme).
Tim Palmer est un photographe américain de paysages.

## Biographie
Actif en photographie depuis 1980, Tim Palmer est un spécialiste de la photographie de rivières, auteur de plus de 20 livres.
Palmer est le mari de Ann Vileisis.

## Récompenses
- 2019 : prix Ansel-Adams.
- 2000 : River Conservationist of the Year Award, par Perception Inc.
- National Outdoor Book Award (en)